# الووالی
الووالی (به انگلیسی: Alluwali) یک منطقهٔ مسکونی در پاکستان است که در Mianwali City واقع شده‌است.

## خصوصیات
الووالی ۲۵٬۰۰۰Approx٫ نفر جمعیت دارد.